# 仙道敦子
仙道 敦子（せんどう のぶこ、1969年〈昭和44年〉9月28日 - ）は、日本の女優・歌手である。本名、緒形 敦子（おがた のぶこ）旧姓、仙道。
愛知県名古屋市出身。研音所属。夫は俳優の緒形直人。長男は俳優の緒形敦。次男はモデルで俳優の緒形りょう。義理の父は俳優の緒形拳。義理の兄は俳優の緒形幹太。

## 来歴・人物
東京都立代々木高等学校卒業。
児童劇団ひまわりから、1980年東京12チャンネルの時代劇ドラマ『大江戸捜査網』に出演し、1981年、ANBテレビドラマ判決－生きる（9月24日、）でレギュラーデビュー。名子役と評される。以後、『積木くずし その後の娘と私たち』（テレビ・1985年 制作中止になる）、1984年に放送されたサントリーの炭酸飲料「サスケ」のCM、1986年に日本テレビで放送された連続ドラマ『セーラー服反逆同盟』の主演などアイドル女優としてテレビでも活躍する。
一方、軒並み大作映画や話題作に出演しており、特に、1982年度東映映画『鬼龍院花子の生涯』や、1983年『白蛇抄』では大物女優としての片鱗を見せ各関係者の大評判を得、『白蛇抄』出演により、1984年度日本アカデミー賞新人俳優賞、第8回くまもと映画祭新人女優賞を受賞している。
1984年には、15歳で歌手としてもシングル『青いSunset』で正式レコードデビュー。その声質と歌唱力にも定評があり、1987年までに、シングル4枚、アルバム2枚をリリースしている（ユニット等の企画盤シングル2枚を除く）。
1990年代には、TBSの連続ドラマ（『ホットドッグ』、『クリスマス・イブ』、『卒業』、『あの日の僕をさがして』、『徹底的に愛は…』など）に多数主演、またはそれに準ずる役で出演した。
1993年、ドラマ「西郷札」（1991年）で共演した俳優の緒形直人と結婚。1996年に長男出産。芸能活動はほぼ休止状態であるが、中村由真のブログには仙道とのツーショット写真が掲載されている。
2018年7月スタートの連続ドラマ『この世界の片隅に』（TBS系）で主人公・すずの母の浦野キセノ役を演じ、1995年放送の単発ドラマ『テキ屋の信ちゃん5 青春 完結編』（同局系）以来23年ぶりで（連続ドラマでは1993年『徹底的に愛は…』（同局系）以来25年ぶり）女優復帰する。

## 出演

### 映画
- 遙かなる走路（1980年）
- 大日本帝国（1982年）- 東条君枝役
- 鬼龍院花子の生涯（1982年） - 少女時代の松恵役
- 陽暉楼（1983年）- 若い芸妓とんぼ役
- 海嶺（1983年） - さと役
- 白蛇抄（1983年） - 鵜藤まつの役
- 細雪（1983年）
- 湯殿山麓呪い村（1984年） - 淡路能理子役
- 早春物語（1985年） - 牧麻子役
- TOMORROW 明日（1988年） - 昭子役
- オルゴール（1989年） - 神崎きよ役
- 少年時代（1990年） - 田辺昭子役
- 就職戦線異状なし（1991年） - 甲斐毬子役
- 獅子王たちの夏（1991年） - 市川美佐緒役
- 君は彼方（2020年） - 宮益沙智役（声の出演）
- ケイコ 目を澄ませて（2022年）- 笹木役[6]
- 有り、触れた、未来（2023年） -  佐々木有美子 役[7]
- 鬼平犯科帳 血闘（2024年） - 長谷川久栄 役 [8]

### テレビドラマ
- 大江戸捜査網 第466話「女賊が捨てた殺しの分け前」（1980年、東京12チャンネル ／ 三船プロ） - おみつ 役
- 判決－生きる（1981年、テレビ朝日）
- 江戸の朝焼け 第24話「風車の女」（1981年、フジテレビ）
- それゆけ!レッドビッキーズ 第59話「100パーセント片思い」（1981年、ABC） - 北沢かおり 役
- 12時間大型時代劇「竜馬がゆく」（1982年、TX系） - 万里 役
- 傑作推理劇場 不安な階段（1982年、テレビ朝日） - 芳村ユキコ 役
- 東芝日曜劇場 第1352回「妻とは…」（1983年、TBS)
- 東芝日曜劇場 第1361回「冬の置き土産」（1983年、TBS）
- 連続テレビ小説（NHK）
  - 「おしん」（1983年） - 谷村はる 役
  - 「なつぞら」（2019年）- 小畑妙子 役
- 火曜サスペンス劇場（日本テレビ）
  - 「密室航路　偽りのハネムーン!」（1983年）- 吉岡由起子 役
  - 「遠ざかる声」（1987年）
  - 「六月の花嫁 偽りのハネムーン」（1992年）
- 時代劇スペシャル「樅ノ木は残った」（1983年、CX） - 畑宇乃 役
- 木曜ゴールデンドラマ「珠子 十歳の鎮魂歌」（1983年、YTV）
- 大奥 第48話・第49話（1984年、KTV） - 和宮 役
- '85年型家族あわせ（1985年、TBS）
- 現代怪奇サスペンス「突然の訪問者」（1986年、KTV）
- 陽のあたる坂道（1986年、CX）
- 月曜ドラマランド「包丁人味平（1986年、CX） - 美智子 役
- 京都かるがも病院 第1話「若すぎた母」（1986年、ANB）- 松岡マキ 役
- セーラー服反逆同盟（1986年、NTV） - 高坂ユミ 役
- 匂いガラス（1986年、NHK）- 主演
- 金曜女のドラマスペシャル「心はロンリー気持ちは「…」」（1987年、CX）
- 旅少女（1987年、NHK）
- 夜明けまで待てない（1987年、TBS）
- 私のハートパートナー　離婚カップルの同居物語（1987年、AMB）
- 成人の日特別企画「父たちの物語」（1988年、ANB）
- とんぼ（1988年、TBS系）- 小川あずさ 役
- 妻たちの鹿鳴館（1988年、TBS系） - はつ 役
- 火曜ビッグシアター「こっちこい!UFO」（1989年、TBS）- 的場今日子 役
- 花王名人劇場「志功の青春記より　夢を彫る男3」（1989年、KTV）
- 東芝日曜劇場 第1716回「正月、僕は帰りません」（1989年、TBS・HBC）
- 卒業（1990年、TBS系） - 小沢紀子 役
- サントリードラマスペシャル 失われた時の流れを（1990年、CX）
- ホットドッグ（1990年、TBS系）
- 東芝日曜劇場 第1750回「お父さんの戦争」（1990年、TBS・CBC）
- 月曜ドラマスペシャル「ザ・カード社会」（1990年、TBS）
- クリスマス・イブ（1990年、TBS系）
- 年末年始 ザ・ホスピタル　生命を支える男女（1990年、TBS）
- 世にも奇妙な物語　『留守番電話』（1991年、CX） - 長沢美沙 役
- 松本清張作家活動40周年記念ドラマスペシャル・西郷札（1991年、TBS） - 塚村季乃役
- 月曜ドラマスペシャル「テキ屋の信ちゃん1　初恋純情編」（1991年、TBS）
- ドラマスペシャル「クリスマスイヴからはじめよう」（1991年、TBS）
- ADブギ 第1話（1991年、TBS系）
- あしたがあるから（1991年、TBS系）
- ドラマシティー'92「抱腹絶倒コメディー　愛は仁義」（1992年、YTV）
- あの日の僕をさがして（1992年、TBS） - 田中未知役
- 月曜ドラマスペシャル「テキ屋の信ちゃん2　花嫁の父 哀愁編」（1992年、TBS）
- ドラマシティ'92「復讐の配当」（1992年、NTV）
- 家栽の人（1993年、TBS系）
- ドラマスペシャル「天国に一番近いママ」（1993年、NTV）
- サスペンス・魔「鍋とエレベータ」（1993年、KTV） - 山口康子 役
- 秋の特別企画「テキ屋の信ちゃん3」（1993年、TBS）
- 徹底的に愛は…（1993年、TBS）
- 月曜ドラマスペシャル「テキ屋の信ちゃん4　青春 旅立ち編」（1994年、TBS）
- 月曜ドラマスペシャル「テキ屋の信ちゃん5　青春 完結編」（1995年、TBS）
- 流転の王妃・最後の皇弟（2003年11月29日・11月30日、テレビ朝日） - ナレーション
- この世界の片隅に（2018年、TBS） - 浦野キセノ 役[5]
- 緊急取調室 THIRD SEASON 第3話（2019年4月25日、テレビ朝日) - 平井かすみ 役[9]
- リーガル・ハート～いのちの再建弁護士～ 第6話・最終話（2019年8月26日・9月2日、テレビ東京） - 早川菜津子 役
- 僕はどこから（2020年1月9日 - 3月19日、テレビ東京） - 竹内陽子 役
- 金魚姫（2020年3月29日、NHK BSプレミアム） - 真由美 役
- 卒業タイムリミット（2022年4月4日 - 5月12日、NHK総合）- 黒川由美子 役[10]。
- しろめし修行僧 第6話（2022年5月14日、テレビ東京） - 清水美咲 役[11]
- 金田一少年の事件簿 第8話（2022年6月19日、日本テレビ）- 巽紫乃 役 [12]
- ドラフトキング 第5話・第6話（2023年5月6日・13日、WOWOW） - 北畠花代 役[13]
- アイドル誕生 輝け昭和歌謡（2023年12月1日、NHK BSプレミアム4K / 2024年1月2日、NHK BS） - 百恵の母 役[14]
- 鬼平犯科帳（時代劇専門チャンネル） - 長谷川久栄 役
  - 鬼平犯科帳 本所・桜屋敷（2024年1月8日）[8]
  - 鬼平犯科帳 でくの十蔵（2024年6月8日）[8][15]
  - 鬼平犯科帳 血頭の丹兵衛（2024年7月6日）[8][15]
- お別れホスピタル（2024年2月3日 - 2月24日、NHK総合） - 三木康子 役[16]
- 降り積もれ孤独な死よ（2024年7月7日 - 9月8日、読売テレビ・日本テレビ） - 瀧本由香 役[17]
- ザ・トラベルナース 第2シリーズ第4話（2024年11月7日、テレビ朝日） - 斉藤四織 役[18]
- クジャクのダンス、誰が見た?（2025年1月24日 - 、TBS） - 山下静香 役[19]

### 吹き替え
- 白い家の少女（1985年、ANB） - リン〈ジョディ・フォスター〉※BD収録

### CM
- ニッピコラーゲン（2019年12月～）[20][21]
- ネスレ日本 ネスカフェ・ゴールドブレンド　指揮者「石丸寛」（1981年） - バイオリンの少女 役
- サントリー
  - 冒険活劇飲料 SaSuKe（1984年）
  - 樹水（1993年）
- NTT キャプテンシステム（1987年）
- サンスター サンスタートニックシャンプー　男前グッズプレゼントキャンペーン
- 学生援護会『女性向け転職情報誌 サリダ』（1990年） - 『憲法第22条の歌』「♪職業選択の自由 アハハン」で話題になった。
- 花王 ソフィーナ化粧品（1991年）
- 大和銀行 大和のヒット
- 浅田飴
  - パッション
  - シュガーカット
- 明星食品 あんたとあたい（ちゃんこうどん、とん汁うどん）
- シャープ
  - ワープロ「書院」
  - 電子手帳
  - コピー機
- 三共 殺菌性石鹸 クリアレックス リゲイン - 同じくリゲイン関連では、坂本龍一が音楽担当の『energy flow』がヒットし話題になったEB錠のCMで唐沢寿明と共演
- ミノルタ ミノルタデジタルカメラ
- 京阪電気鉄道（1993年 - 1994年）

### ラジオ
- 風の中の散歩道（1988年4月 - 1989年3月）
  - 秋田放送・毎週水曜日深夜0:00 - 1:00（60分）
  - 茨城放送・毎週水曜日夜19:30 - 20:00（30分）
  - 山梨放送・毎週第3、第4、第5土曜日朝10:00 - 10:30（30分）
  - 福井放送・毎週木曜日夜22:30 - 23:00（30分）
  - 西日本放送・毎週月 - 金曜日深夜0:15 - 0:25（10分）
  - 山口放送・毎週木曜日夜23:00 - 23:20（20分）
- 仙道敦子・21世紀への手紙（1992年1月5日、TBSラジオ）

### 配信ドラマ
- サンクチュアリ -聖域-（2023年5月4日、Netflix） - 龍谷弥生 役[22]
- 透明なわたしたち（2024年9月16日 - 10月21日、ABEMA） - 中川涼子 役[23]
- 極悪女王（2024年9月19日 - 、Netflix） - 松本里子 役[24]

## ディスコグラフィ

### シングル
| ＃             | 発売日         | タイトル            | 規格           | 規格品番       | 収録曲 |
| ハミングバード | ハミングバード | ハミングバード      | ハミングバード | ハミングバード | ハミングバード |
| -------------- | -------------- | ------------------- | -------------- | -------------- | --- |
| 1st            | 1984年6月21日  | 青いSunset          | EP             | 7HB-3          | 1. 青いSunset - 作詞: 三浦徳子、作曲: 小田裕一郎、編曲: 大谷和夫 2. 半分悲しい - 作詞: 三浦徳子、作曲: 小田裕一郎、編曲: 大谷和夫 |
| 2nd            | 1984年10月21日 | Hiromi -危険な予感- | EP             | 7HB-5          | 1. Hiromi -危険な予感- - 作詞: 村上悠子、作曲・編曲: 佐藤健 2. エバーラスティング・サマー - 作詞: 村上悠子、作曲・編曲: 佐藤健 |
| 3rd            | 1986年11月21日 | Don't Stop Lullaby  | EP             | 7HB-29         | 1. Don't Stop Lullaby - 作詞・作曲: 都志見隆、編曲: 椎名和夫 2. 不安(Fu・a・ne) - 作詞・作曲: 都志見隆、編曲: 山川恵津子 |
| 4th            | 1987年10月21日 | PASSION             | EP             | 7HB-36         | 1. PASSION - 作詞: 三浦徳子、作曲: 都志見隆、編曲: 中村哲 2. アメリカが見える街 - 作詞: 夏裕人、作曲: 都志見隆、編曲: 中村哲 |
| 4th            | 1987年10月21日 | PASSION             | CT             | 10H-10         | 1. PASSION - 作詞: 三浦徳子、作曲: 都志見隆、編曲: 中村哲 2. アメリカが見える街 - 作詞: 夏裕人、作曲: 都志見隆、編曲: 中村哲 3. PASSION (オリジナル・カラオケ) 4. アメリカが見える街 (オリジナル・カラオケ) 5. NONKOからのメッセージ |

### デュエットシングル
| 発売日             | タイトル           | 規格               | 規格品番           | 発売元             | 収録曲 |
| 高橋英樹・仙道敦子 | 高橋英樹・仙道敦子 | 高橋英樹・仙道敦子 | 高橋英樹・仙道敦子 | 高橋英樹・仙道敦子 | 高橋英樹・仙道敦子 |
| ------------------ | ------------------ | ------------------ | ------------------ | ------------------ | --- |
| 1981年8月          | ありがとうパパ     | EP                 | AH-95              | 日本コロムビア     | 1. ありがとうパパ - 作詞・作曲: 同志洋、編曲: 小六禮次郎 2. 鏡の中に - 作詞・作曲: 同志洋、編曲: 小六禮次郎                                                                                  |
| NOA                |                    |                    |                    |                    | |
| 1993年11月3日      | 今を抱きしめて     | 8cmCD              | FHDF-1329          | ファンハウス       | 1. 今を抱きしめて - 作詞: 白鳥瞳、作曲・編曲: YOSHIKI 2. 今を抱きしめて (オリジナルカラオケ For men) 3. 今を抱きしめて (オリジナルカラオケ For women) 4. 今を抱きしめて (オリジナルカラオケ) |

### アルバム
| ＃             | 発売日         | タイトル               | 規格           | 規格品番       | 収録曲 |
| ハミングバード | ハミングバード | ハミングバード         | ハミングバード | ハミングバード | ハミングバード |
| -------------- | -------------- | ---------------------- | -------------- | -------------- | --- |
| 1st            | 1984年11月21日 | 15歳 -不確かな季節-    | LP             | 28HB-5         | 1. Hiromi -危険な予感- 2. 愛してLove Light 3. 不確かな季節 4. 波の泡 5. 乾いていたい 6. スーパーガール 7. ティーンズ・グラフィティ 8. 青いSunset 9. エバーラスティング・サマー 10. わすれない |
| 1st            | 1984年11月21日 | 15歳 -不確かな季節-    | CT             | 28HT-5         | 1. Hiromi -危険な予感- 2. 愛してLove Light 3. 不確かな季節 4. 波の泡 5. 乾いていたい 6. スーパーガール 7. ティーンズ・グラフィティ 8. 青いSunset 9. エバーラスティング・サマー 10. わすれない |
| 1st            | 1995年4月25日  | 15歳 -不確かな季節-    | CD             | WPC4-7034      | 1. Hiromi -危険な予感- 2. 愛してLove Light 3. 不確かな季節 4. 波の泡 5. 乾いていたい 6. スーパーガール 7. ティーンズ・グラフィティ 8. 青いSunset 9. エバーラスティング・サマー 10. わすれない |
| 1st            | 2010年1月10日  | 15歳 -不確かな季節-    | CD             | WQCQ-141       | 【SONYオーダーメイドファクトリー限定復刻盤 ※2010年リマスター】 1. Hiromi -危険な予感- 2. 愛してLove Light 3. 不確かな季節 4. 波の泡 5. 乾いていたい 6. スーパーガール 7. ティーンズ・グラフィティ 8. 青いSunset 9. エバーラスティング・サマー 10. わすれない 11. 半分悲しい（ボーナストラック） |
| 1st            | 2020年12月23日 | 15歳 -不確かな季節- +8 | CD             | WQCQ-1794      | 【タワーレコード限定復刻盤 ※2020年リマスター】 - Hiromi -危険な予感- - 愛してLove Light - 不確かな季節 - 波の泡 - 乾いていたい - スーパーガール - ティーンズ・グラフィティ - 青いSunset - エバーラスティング・サマー - わすれない - 半分悲しい （ボーナストラック） - Hiromi -危険な予感- <カラオケ>（ボーナストラック） - 愛してLove Light <カラオケ>（ボーナストラック） - 不確かな季節 <カラオケ>（ボーナストラック） - スーパーガール <カラオケ>（ボーナストラック） - ティーンズ・グラフィティ <カラオケ>（ボーナストラック） - 青いSunset <カラオケ>（ボーナストラック） - エバーラスティング・サマー <カラオケ>（ボーナストラック） |
| 2nd            | 1987年12月16日 | La Fillette            | LP             | 28HB-5         | 1. PASSION - 作詞: 三浦徳子、作曲: 都志見隆、編曲: 中村哲 2. Don't Stop Lullaby - 作詞・作曲: 都志見隆、編曲: 椎名和夫、コーラス・アレンジ： 都志見隆 3. アメリカが見える街 - 作詞: 夏裕人、作曲: 都志見隆、編曲: 中村哲 4. 指先のロンリネス - 作詞: 三浦徳子、作曲: 井上大輔、編曲: 中村哲 5. 不安(Fu・a・ne) - 作詞・作曲: 都志見隆、編曲: 山川恵津子 6. 丘の上の天文台 - 作詞: 吉元由美、作曲: 羽場仁志、編曲: 西平彰 7. スキーツアーで見る夢は - 作詞: 吉元由美、作曲: 和泉常寛、編曲: 西平彰 8. クラスメイトでなくなる日 - 作詞: 吉元由美、作曲: 杏里、編曲: 西平彰 9. 「羊男とピンボール」〜TO HARUKI MURAKAMI〜 - 作詞: 吉元由美、作曲: タケカワユキヒデ、編曲: 西平彰 10. 海の見える窓 - 作詞: 吉元由美、作曲: 岸正之、編曲: 西平彰 |
| 2nd            | 1987年12月16日 | La Fillette            | CT             | 28HT-5         | 1. PASSION - 作詞: 三浦徳子、作曲: 都志見隆、編曲: 中村哲 2. Don't Stop Lullaby - 作詞・作曲: 都志見隆、編曲: 椎名和夫、コーラス・アレンジ： 都志見隆 3. アメリカが見える街 - 作詞: 夏裕人、作曲: 都志見隆、編曲: 中村哲 4. 指先のロンリネス - 作詞: 三浦徳子、作曲: 井上大輔、編曲: 中村哲 5. 不安(Fu・a・ne) - 作詞・作曲: 都志見隆、編曲: 山川恵津子 6. 丘の上の天文台 - 作詞: 吉元由美、作曲: 羽場仁志、編曲: 西平彰 7. スキーツアーで見る夢は - 作詞: 吉元由美、作曲: 和泉常寛、編曲: 西平彰 8. クラスメイトでなくなる日 - 作詞: 吉元由美、作曲: 杏里、編曲: 西平彰 9. 「羊男とピンボール」〜TO HARUKI MURAKAMI〜 - 作詞: 吉元由美、作曲: タケカワユキヒデ、編曲: 西平彰 10. 海の見える窓 - 作詞: 吉元由美、作曲: 岸正之、編曲: 西平彰 |
| 2nd            | 1987年12月16日 | La Fillette            | CD             | 32HD-20        | 1. PASSION - 作詞: 三浦徳子、作曲: 都志見隆、編曲: 中村哲 2. Don't Stop Lullaby - 作詞・作曲: 都志見隆、編曲: 椎名和夫、コーラス・アレンジ： 都志見隆 3. アメリカが見える街 - 作詞: 夏裕人、作曲: 都志見隆、編曲: 中村哲 4. 指先のロンリネス - 作詞: 三浦徳子、作曲: 井上大輔、編曲: 中村哲 5. 不安(Fu・a・ne) - 作詞・作曲: 都志見隆、編曲: 山川恵津子 6. 丘の上の天文台 - 作詞: 吉元由美、作曲: 羽場仁志、編曲: 西平彰 7. スキーツアーで見る夢は - 作詞: 吉元由美、作曲: 和泉常寛、編曲: 西平彰 8. クラスメイトでなくなる日 - 作詞: 吉元由美、作曲: 杏里、編曲: 西平彰 9. 「羊男とピンボール」〜TO HARUKI MURAKAMI〜 - 作詞: 吉元由美、作曲: タケカワユキヒデ、編曲: 西平彰 10. 海の見える窓 - 作詞: 吉元由美、作曲: 岸正之、編曲: 西平彰 |
| 2nd            | 1995年4月25日  | La Fillette            | CD             | WPC4-7035      | 1. PASSION - 作詞: 三浦徳子、作曲: 都志見隆、編曲: 中村哲 2. Don't Stop Lullaby - 作詞・作曲: 都志見隆、編曲: 椎名和夫、コーラス・アレンジ： 都志見隆 3. アメリカが見える街 - 作詞: 夏裕人、作曲: 都志見隆、編曲: 中村哲 4. 指先のロンリネス - 作詞: 三浦徳子、作曲: 井上大輔、編曲: 中村哲 5. 不安(Fu・a・ne) - 作詞・作曲: 都志見隆、編曲: 山川恵津子 6. 丘の上の天文台 - 作詞: 吉元由美、作曲: 羽場仁志、編曲: 西平彰 7. スキーツアーで見る夢は - 作詞: 吉元由美、作曲: 和泉常寛、編曲: 西平彰 8. クラスメイトでなくなる日 - 作詞: 吉元由美、作曲: 杏里、編曲: 西平彰 9. 「羊男とピンボール」〜TO HARUKI MURAKAMI〜 - 作詞: 吉元由美、作曲: タケカワユキヒデ、編曲: 西平彰 10. 海の見える窓 - 作詞: 吉元由美、作曲: 岸正之、編曲: 西平彰 |
| 2nd            | 2010年1月10日  | La Fillette            | CD             | WQCQ-510       | 【SONYオーダーメイドファクトリー限定復刻盤 ※2010年リマスター】 1. PASSION - 作詞: 三浦徳子、作曲: 都志見隆、編曲: 中村哲 2. Don't Stop Lullaby - 作詞・作曲: 都志見隆、編曲: 椎名和夫、コーラス・アレンジ： 都志見隆 3. アメリカが見える街 - 作詞: 夏裕人、作曲: 都志見隆、編曲: 中村哲 4. 指先のロンリネス - 作詞: 三浦徳子、作曲: 井上大輔、編曲: 中村哲 5. 不安(Fu・a・ne) - 作詞・作曲: 都志見隆、編曲: 山川恵津子 6. 丘の上の天文台 - 作詞: 吉元由美、作曲: 羽場仁志、編曲: 西平彰 7. スキーツアーで見る夢は - 作詞: 吉元由美、作曲: 和泉常寛、編曲: 西平彰 8. クラスメイトでなくなる日 - 作詞: 吉元由美、作曲: 杏里、編曲: 西平彰 9. 「羊男とピンボール」〜TO HARUKI MURAKAMI〜 - 作詞: 吉元由美、作曲: タケカワユキヒデ、編曲: 西平彰 10. 海の見える窓 - 作詞: 吉元由美、作曲: 岸正之、編曲: 西平彰 11. NONKOからのメッセージ（ボーナストラック） 12. PASSION <カラオケ>（ボーナストラック） 13. アメリカが見える街 <カラオケ>（ボーナストラック） |
| 2nd            | 2020年12月23日 | La Fillette +8         | CD             | WQCQ-795       | 【タワーレコード限定復刻盤 ※2020年リマスター】 - PASSION - 作詞: 三浦徳子、作曲: 都志見隆、編曲: 中村哲 - Don't Stop Lullaby - 作詞・作曲: 都志見隆、編曲: 椎名和夫、コーラス・アレンジ： 都志見隆 - アメリカが見える街 - 作詞: 夏裕人、作曲: 都志見隆、編曲: 中村哲 - 指先のロンリネス - 作詞: 三浦徳子、作曲: 井上大輔、編曲: 中村哲 - 不安(Fu・a・ne) - 作詞・作曲: 都志見隆、編曲: 山川恵津子 - 丘の上の天文台 - 作詞: 吉元由美、作曲: 羽場仁志、編曲: 西平彰 - スキーツアーで見る夢は - 作詞: 吉元由美、作曲: 和泉常寛、編曲: 西平彰 - クラスメイトでなくなる日 - 作詞: 吉元由美、作曲: 杏里、編曲: 西平彰 - 「羊男とピンボール」〜TO HARUKI MURAKAMI〜 - 作詞: 吉元由美、作曲: タケカワユキヒデ、編曲: 西平彰 - 海の見える窓 - 作詞: 吉元由美、作曲: 岸正之、編曲: 西平彰 - さよならPretty Garden（Unreleased Track） - PASSION <カラオケ>（ボーナストラック） - PASSION - Don't Stop Lullaby <カラオケ>（ボーナストラック） - アメリカが見える街 <カラオケ>（ボーナストラック） - 不安(Fu・a・ne) <カラオケ>（ボーナストラック） - スキーツアーで見る夢は <カラオケ>（ボーナストラック） - クラスメイトでなくなる日 <カラオケ>（ボーナストラック） - 海の見える窓 <カラオケ>（ボーナストラック） |

### タイアップ曲
| 楽曲               | タイアップ                               |
| ------------------ | ---------------------------------------- |
| ありがとうパパ     | テレビ朝日系『生きる』挿入歌             |
| Don't Stop Lullaby | 日本テレビ系『セーラー服反逆同盟』挿入歌 |
| PASSION            | 浅田飴「パッション」CFソング             |
| 今を抱きしめて     | TBS系ドラマ『徹底的に愛は…』主題歌       |